# Orient Watch

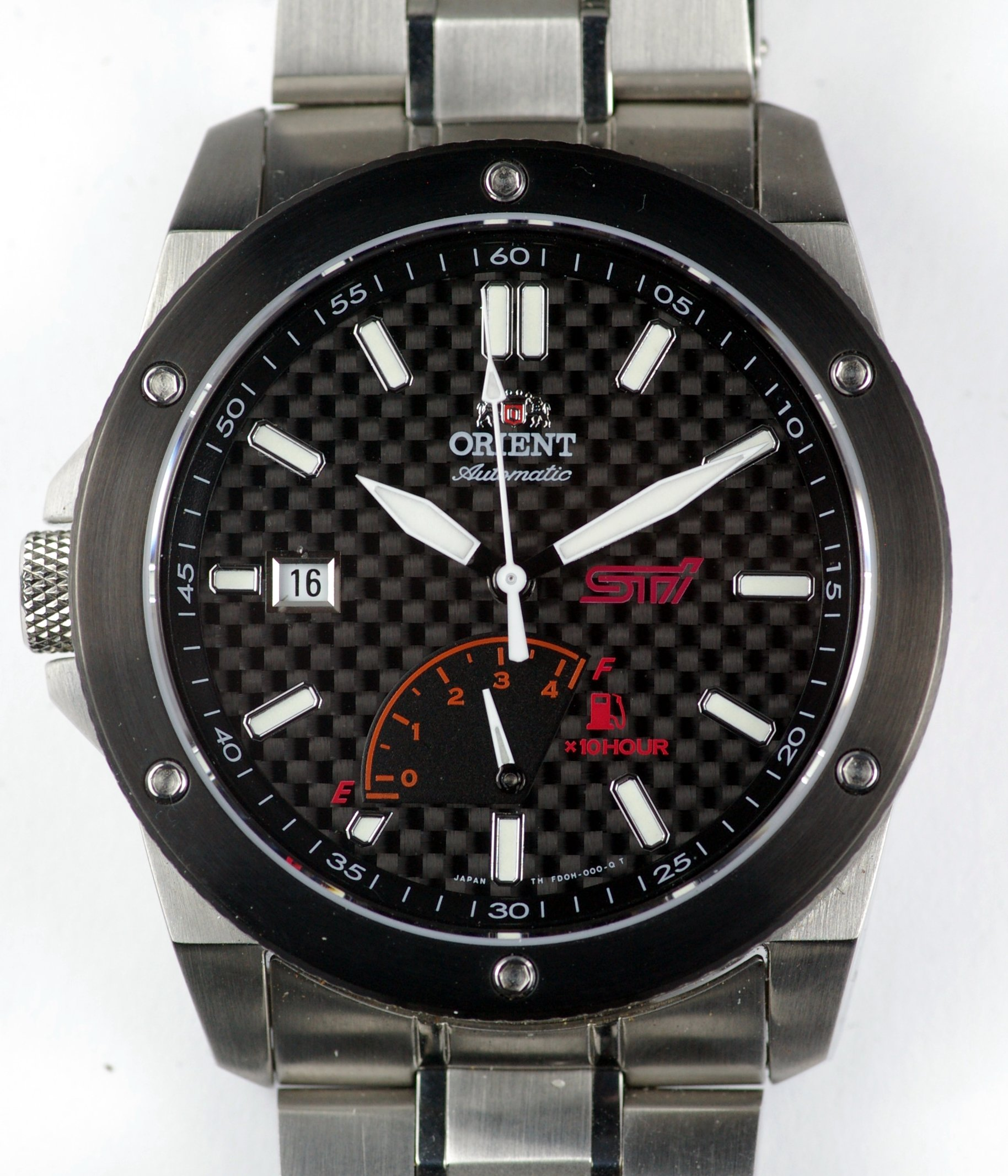
Phiên bản giới hạn Orient x STI Collaboration 2010 (FD0H001B)

Orient Watch là tên một thương hiệu thuộc Seiko Epson được sử dụng cho việc thiết kế, sản xuất và quảng bá các loại mặt hàng đồng hồ. Hiện tại, đây là đơn vị thuộc sở hữu hoàn toàn của công ty Orient Watch Company, Limited (オリエント時計株式会社 Oriento Tokei Kabushikigaisha) (オリエント時計株式会社 Oriento Tokei Kabushikigaisha). Công ty được thành lập tại Hino, Tokyo, Nhật Bản vào ngày 13 tháng 7 năm 1950. Kể từ năm 2001, nó trở thành công ty con thuộc quyền của một trong ba công ty chính trong Seiko Group và hoàn toàn trở thành công ty lép vốn kể từ năm 2009.
Orient chủ yếu sản xuất các mẫu đồng hồ cơ, tuy nhiên hãng cũng sản xuất cả các loại đồng hồ quartz, năng lượng ánh sáng (mặt trời) và đồng hồ radio. Bên cạnh lĩnh vực kinh doanh chính này, công ty còn sản xuất một số linh kiện chuyển động và linh kiện điện tử để lắp ráp cho các thiết bị điện tử của Seiko Epson.
Công ty sản xuất tất cả các loại linh kiện và sản phẩm của mình tại Nhật Bản.

## Lịch sử
Nguồn gốc của công ty Orient Watch Company bắt đầu từ năm 1901 khi Shogoro Yoshida mở một cửa tiệm bán buôn có tên là "Cửa hàng Đồng hồ Yoshida" tại Ueno, Taito, Tokyo, Nhật Bản. Cửa hàng Đồng hồ Yoshida đã trở nên rất thành công với việc bán các mẫu đồng hồ quả lắc để túi. Đến năm 1912, Yoshida mở rộng hoạt động kinh doanh và bắt đầu sản xuất khung đồng hồ đeo tay bằng vàng. Năm 1920, Toyo Tokei Manufacturing được thành lập, khởi đầu với việc chuyên sản xuất đồng hồ để bàn và máy đo. Cho đến tận năm 1934, Toyo Tokei Manufacturing mới bắt đầu sản xuất các mẫu đồng hồ đeo tay. Vào năm 1936, Nhà máy Hino được xây dựng tại Hino, Tokyo, Nhật Bản. Trong nhiều năm, việc sản xuất các sản phẩm của Toyo Tokei Manufacturing tại Nhà máy Hino đã tăng lên rất nhanh. Tuy nhiên, do bị ảnh hưởng bởi nên kinh tế đói nghèo của Nhật Bản sau Thế chiến thứ 2, công ty đã phải đóng cửa vào năm 1949.
Sau khi Toyo Tokei Manufacturing phải đóng cửa, Yoshida đã quay trở lại một công ty sản xuất đồng hồ đeo tay mới vào năm 1950, với tên gọi là Công ty TNHH Tama Keiki. Công ty tiếp tục sản xuất các mẫu đồng hồ đeo tay tại Nhà máy Hino. Chỉ một năm sau, vào năm 1951, Công ty TNHH Tama Keiki đã đổi tên thành Công ty TNHH Đồng hồ Orient (Orient Watch Co., Ltd.), và trong cùng năm đó, mẫu đồng hồ Orient Star được ra mắt. Orient Watch sau đó đã mở rộng tầm ảnh hưởng ra bên ngoài nước nhật sau bản ghi nhớ thỏa thuận thương mại với Trung Quốc vào năm 1955. Phiên bản đồng hồ Royal Orient được bán ra vào năm 1960. Một số mẫu đồng hồ rất quan trọng khác trong lịch sử của công ty bao gồm "Dynamic" vào năm 1956, "Grand Prix 100" vào năm 1964, "Fineness" (chiếc đồng hồ đeo tay tự động mỏng nhất thế giới vào lúc đó có chức năng xem lịch) vào năm 1967 và "Tenbeat" vào năm 1970.
Năm 2003, Trung tâm Kỹ thuật Orient (OTC) được thành lập và việc lắp ráp các mẫu đồng hồ xa xỉ bắt đầu được thực hiện tại Ugo, Ogachi, Akita, Nhật Bản. Năm 2004, bộ máy Calibre 88700 của hãng được giới thiệu là có độ chính xác cao đã được bán thông qua dòng đồng hồ Royal Orient. Năm 2005, bộ sưu tập Orient Star Retro-Future được ra mắt. Năm 2010, Công ty TNHH Đồng hồ Orient đã kỷ niệm 60 năm thành lập với một phiên bản giới hạn.

## Một số mẫu đồng hồ

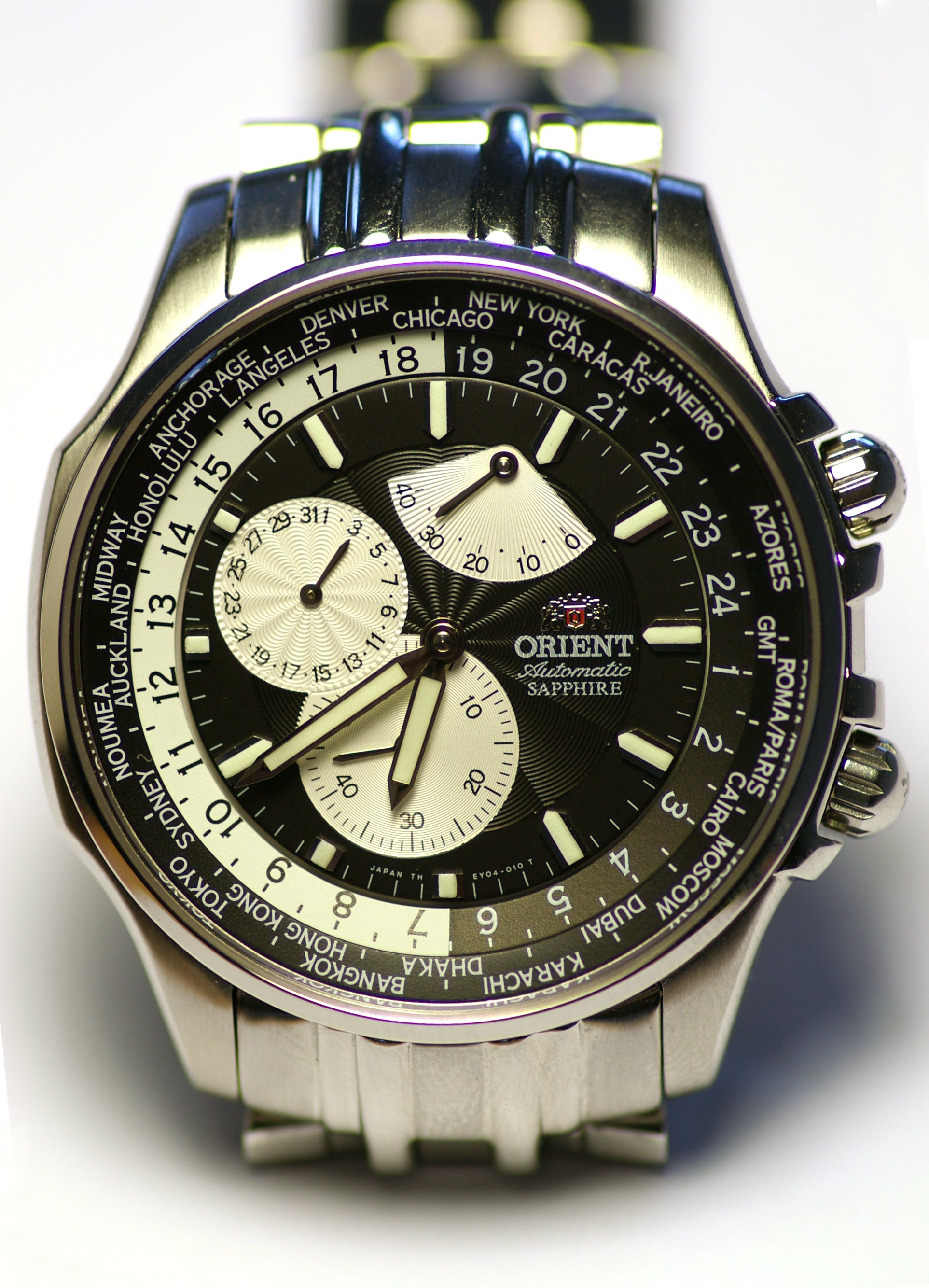
Orient (CEY04002B)
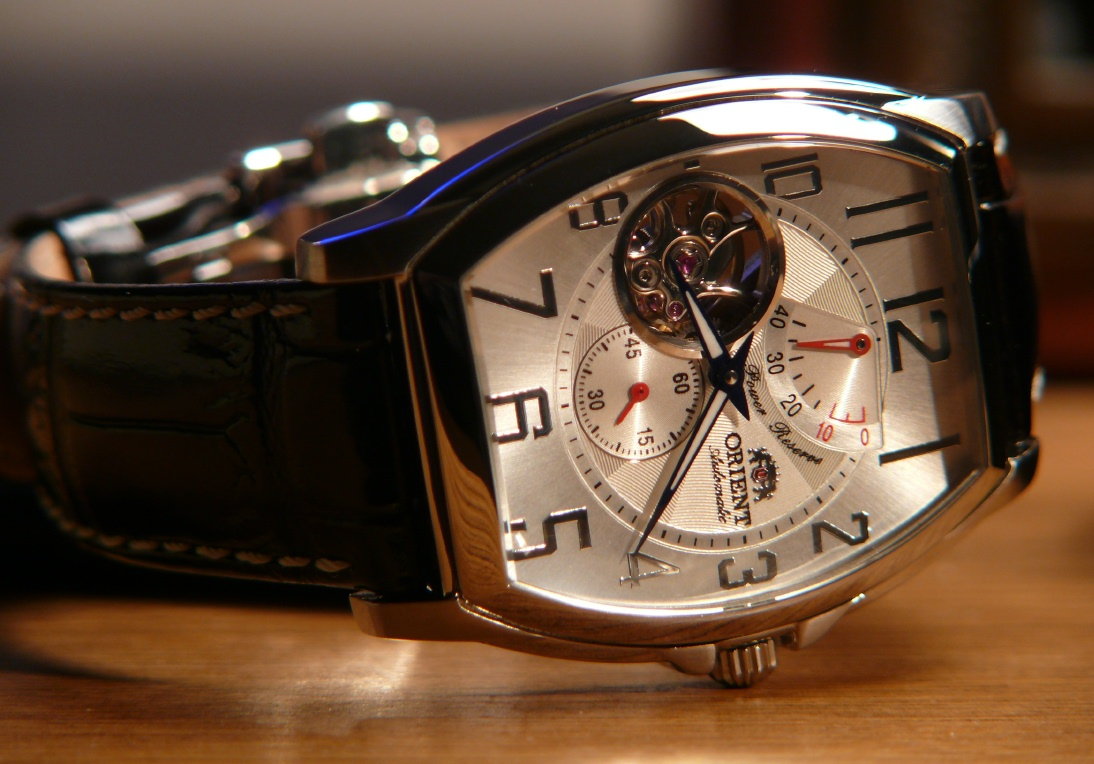
Orient (CFHAA004W)
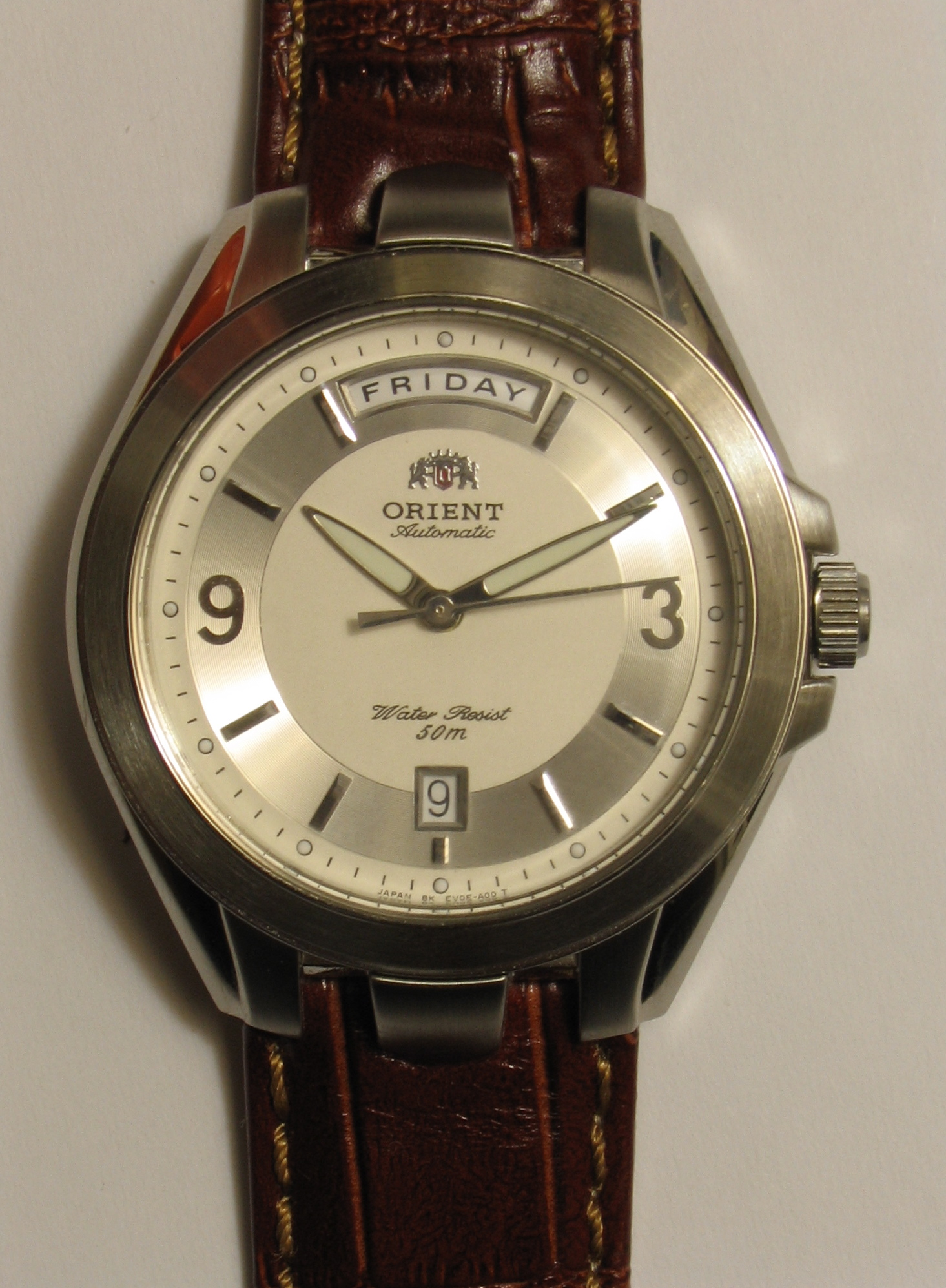
Orient
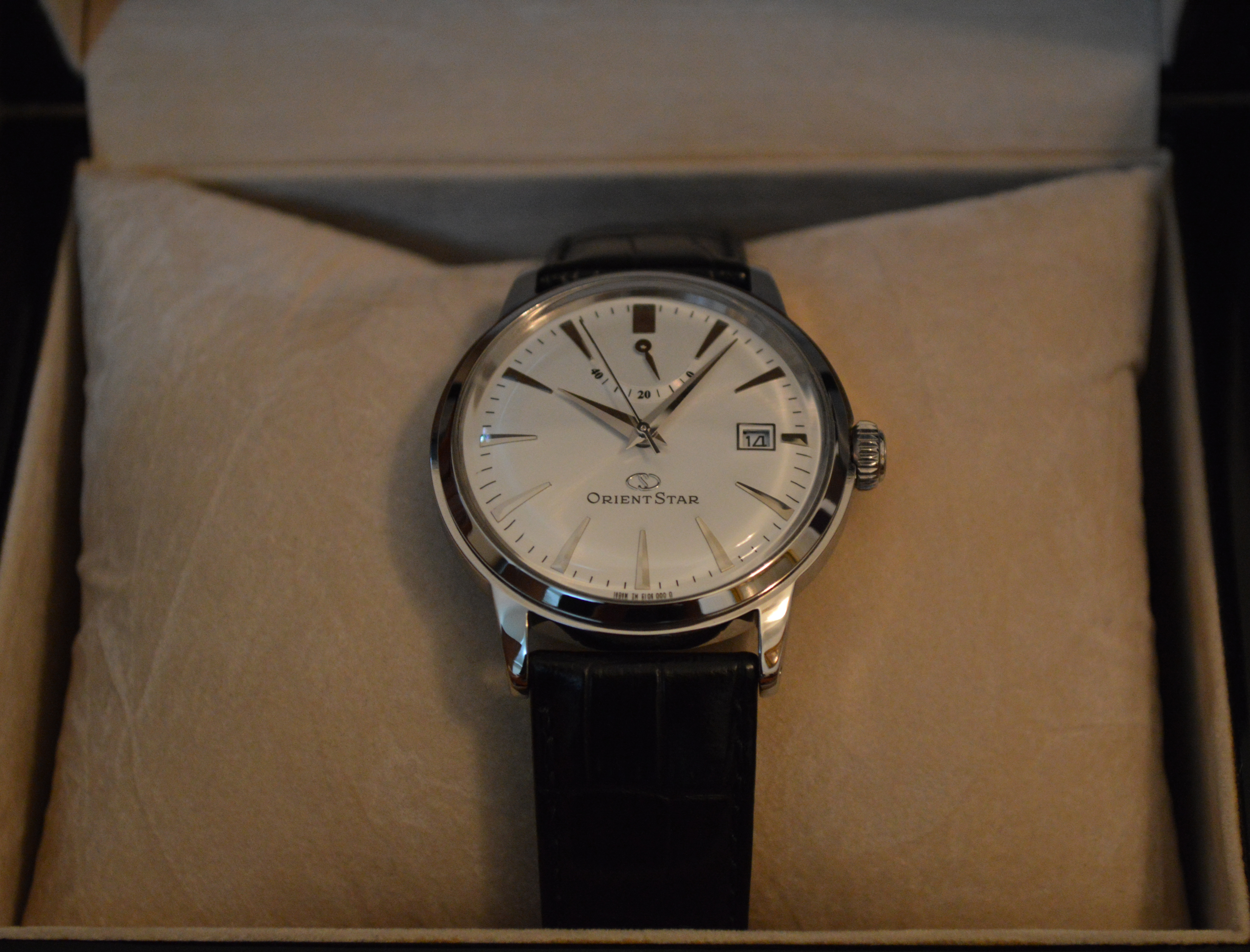
Orient Star - Classic (SEL05004W0)